# Stemona curtisii
Stemona curtisii är en enhjärtbladig växtart som beskrevs av Joseph Dalton Hooker. Stemona curtisii ingår i släktet Stemona och familjen Stemonaceae. Inga underarter finns listade.